# リクテイミア
リクテイミア属 Lichtheimia Vull. 1903. はケカビ目の菌類の1属。匍匐菌糸を伸ばし、その上にアポフィシスのある胞子嚢を作るなどユミケカビに似たもので、長らくその一部に扱われてきた。高温耐性があり、接合胞子嚢が覆われないなどの特徴を持ち、病原性のものが含まれる。

## 特徴
この属は従来はユミケカビ属として扱われていたもので、その栄養器官と無性生殖器官に関しては形態的な特徴としては明確に判別できない程度に似ている。そのためにユミケカビ属の総説を書いたEllis とHesseltine はこの群をユミケカビ属の元に収めて亜属として扱った。ここではそれにによる特徴のまとめを示す。
まずユミケカビ属の特徴は以下のようなものとされている。
無色または有色の気中菌糸を生じ、この菌糸はよく分枝し、先端が基質に触れると仮根状菌糸を生じ、弓状の形を取る匍匐菌糸となる。また気中菌糸上に胞子嚢を生じ、匍匐菌糸は無限成長する。胞子嚢柄は通常は直立し、単独、あるいは束状ないし輪状に生じ、時に分枝し、また隔壁を生じる。また胞子嚢は典型的には匍匐菌糸上に生じるが仮根状菌糸と対になって生じることはない。胞子嚢は小型で洋梨型をしており、頂生で通常はその外壁が崩れやすく、時として明るい色に着色する。柱軸があって、普通は先端に突起があり、その形は様々だがよく発達したアポフィシスと繋がっている。胞子嚢胞子は小柄で単細胞性、無色で条線などもない。接合胞子は気中に生じ、褐色から黒色に着色し、その外壁は凹凸があり、支持柄の片方か両方から指状の突起が出て、突起は時に巻き込む形となり、接合胞子を包む形を取る。支持柄はほぼ同型。
これに対してこの群を Mycocladus 亜属とし、接合胞子が支持柄の突起によって包まれないという点で区別される、としている。またこれらの種は以下のような特徴を共有し、その点でも標準的なユミケカビ属と異なる、としている。
- 気中菌糸は限定成長的で、一般的にその先端は大きな胞子嚢で終わる。
- 気中菌糸の側面に出る胞子嚢柄は不規則に出る形が多く、束状や輪生状の柄の出方は明確でない。
- より高温で成長がよく、接合胞子の形成も31℃以上で見られることが多い。

更にこの群では接合胞子には赤道の位置にある環があり、また高温耐性があって人体の体温程度でも十分な生育を示す、という特徴がある。
より具体的な特徴としてはタイプ種となっているリクテイミア・コリンビフェラのものがこの種の記事に書かれているので参照されたい。

## 生育環境
病原性を持つものもあるが、それを含めて一般的に土壌から見られ、特に植物性の試料から見出されることが多い。

## 分類
本属は上述のように当初はユミケカビ属と認められていたもので、Hesseltine & Ellis(1964)もこれらをユミケカビ属の中でやや異質なものであることは認めたものの無性生殖器官においては決定的な差を求められず、有性生殖器官でははっきりした違いはあるが、それが通常では確認が困難であることなどから亜属としてこの属に留める判断をした。従ってその所属はユミケカビ属で、20世紀末まではこの属が大型の胞子嚢のみを形成することからケカビ科 Mucoraceae に含める、あるいはアポフィシスを持つことなどを配慮してユミケカビ科 Absidiaceae を認める、等とした。
しかし分子系統の情報が利用されるようになると、それまでの分類体系は大きく見直されることになった。これは本群に関わっても影響はとても大きい。Hoffmann et al.(2013) によると、それまで広義のユミケカビ属とされていたものはケカビ目の系統樹のあちこちに離れて存在し、本群と狭義のユミケカビ属のものはかなりかけ離れた系統的な位置になることが示された。このようなことから本群がユミケカビ属とは独立の属であることも確定的となり、上掲の属名になったものである。本属は独立の科としてリクテイミア科 Lichtheimiaceae に含められ、この科に含まれるのは本属ともう1つ、ディコトモクラディウム Dichotomocladium とされている。この属は胞子嚢柄の分枝が繰り返し二叉分枝を行い、その先端が不実の棘となり、それらの枝の途中に頂嚢を形成し、その表面に単胞子の小胞子嚢を着けるというもので、本属との共通点はその形態に関してはほとんどなく、この2属に共通する特徴としては高温に対する耐性が挙げられている。
属名としては当初は Mycocladus が用いられたが、この属名のタイプ種とされた旧名の Absidia verticillata が複数種の混成したものを元に立てられた可能性が高いとされ、これに替わって取り上げられたのが頭記の学名である。

### 下位分類
現在認められている本属の種は以下の通り。種の区別は胞子嚢胞子の大きさや形、栄養菌糸に形成される巨大細胞の形質、培地上での成長の特徴などで区別される。
- Lichtheimia
  - L. corymbifera リクテイミア・コリンビフェラ
  - L. hyalospora
  - L. ornata
  - L. ramosa
  - L. sphaerocystis

ただし上記の他に古くから知られたものに L. blakesleeana があり、これも認められているようで、さらに2014年には新たな種として L. brasiliemsis が報告されている。
このうちでコリンビフェラ L. corymbifera がもっとも普通な種で世界各地の土壌や植物質に見ることが出来、またこの種と L. ramosa が共に人体にムコール症を起こす病原菌として知られている。